# Zerstreutblütiges Vergissmeinnicht
Das Zerstreutblütige Vergissmeinnicht (Myosotis sparsiflora), auch Lockerblütiges Vergissmeinnicht genannt, ist eine Pflanzenart aus der Gattung Vergissmeinnicht (Myosotis) innerhalb der Familie der Raublattgewächse (Boraginaceae).

## Beschreibung
Das Zerstreutblütige Vergissmeinnicht ist eine einjährige krautige Pflanze, die Wuchshöhen von 10 bis 30, selten bis zu 40 Zentimetern erreicht. Der Stängel ist schlaff, niederliegend oder aufsteigend, frischgrün, spärlich abstehend behaart, kantig und zerbrechlich. Die Laubblätter sind spatelig, 2 bis 6 Zentimeter lang und 0,5 bis 1,5 Zentimeter breit.
Die Blütezeit ist von April bis Mai. Meist etwa 7 (3 bis 13) Blüten stehen in sehr lockeren, Doppelwickeln, jeder Wickel besitzt zwei bis drei laubblattartigen Tragblättern. Die Blütenstiele strecken sich nach der Anthese von 1 bis 3 auf 6 bis 8 Millimeter Länge und biegen sich dabei zurück. Die zwittrigen Blüten sind radiärsymmetrisch und fünfzählig mit doppelter Blütenhülle. Die kurze Kronröhre ist weiß, ihr Rand ist rosafarben und er wird später himmelblau.
Der Kelch ist zur Fruchtzeit offen. Die Frucht stark vergrößert, die Klausen haben je einem weißen Ölkörper.
Die Blütezeit ist April bis Juni.
Die Chromosomenzahl beträgt 2n = 18.

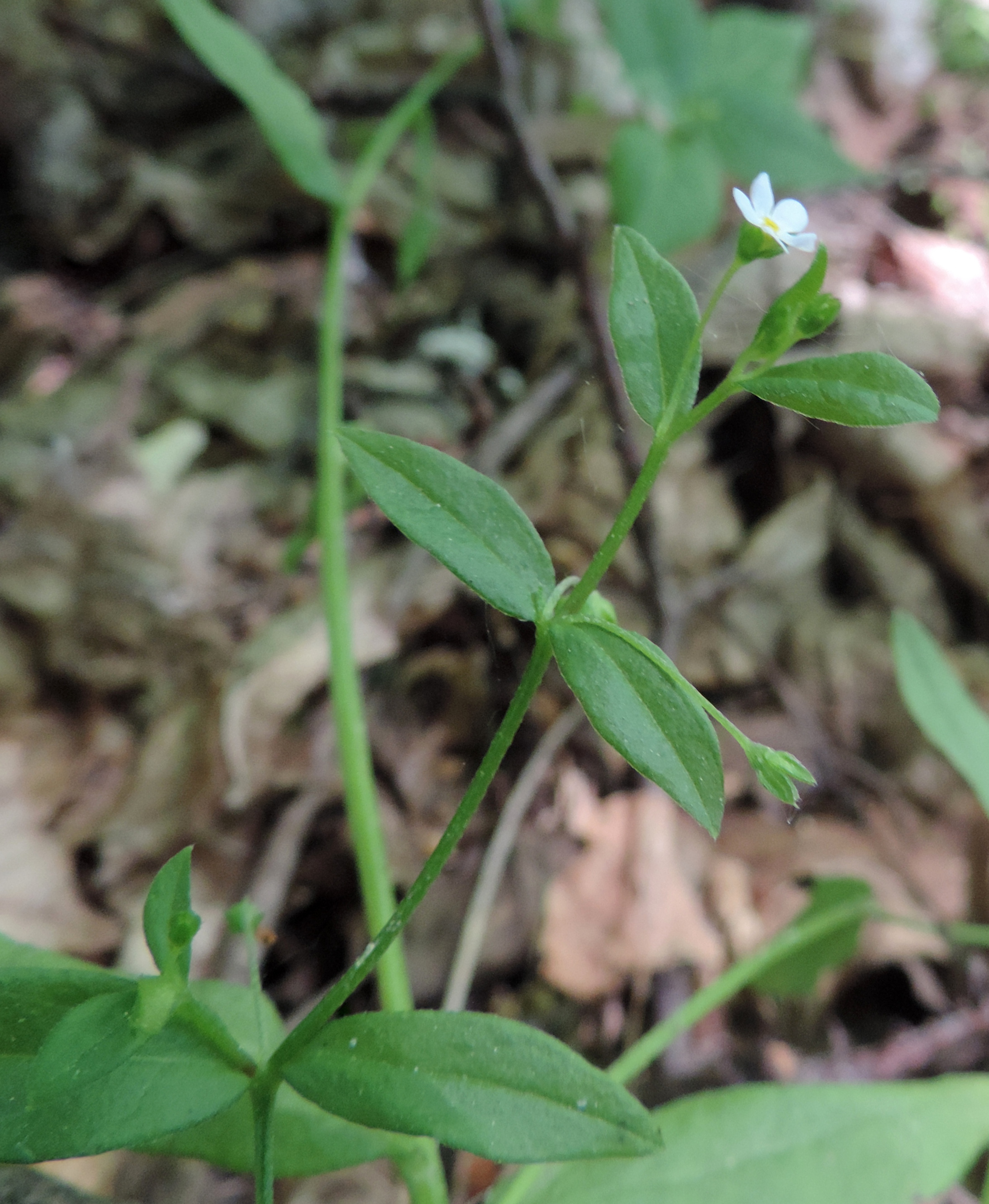
Zerstreutblütiges Vergissmeinnicht (Myosotis sparsiflora)

## Ökologie
Beim Zerstreutblütigen Vergissmeinnicht handelt es sich um einen Therophyten.

## Vorkommen
Das Hauptareal des Zerstreutblütige Vergissmeinnicht liegt in Osteuropa und in Asien. In Mitteleuropa kommt es nur im Tiefland und in den Mittelgebirgen östlich der Elbe selten vor, ebenso in Niederösterreich, dem Burgenland und der Steiermark, im Bayerischen Wald tritt es vereinzelt auf.
Das Zerstreutblütige Vergissmeinnicht gedeiht am besten auf nährstoffreichen, feuchten, mullhaltigen Lehm- oder TonBöden. Er besiedelt lichte Auenwälder und ihre Säume, Ulmen-Hangwälder und frische bis feuchte Auengebüsche. Es steigt im früheren Schlesien bis in Höhenlagen von 800 Metern auf. Es ist in Mitteleuropa eine Charakterart des Alliarion-Verbands.